# Eli Lotar
Eli Lotar, nato Eliazar Lotar Teodorescu (Parigi, 30 gennaio 1905 – Parigi, 10 maggio 1969), è stato un fotografo, regista e direttore della fotografia francese, di origine rumena.

## Biografia
Figlio illegittimo dello scrittore rumeno Tudor Arghezi e della docente Constanța Zissu, anch'essa rumena, ben inserita nelle nuove avanguardie intellettuali di Bucarest. Per nascondere la gravidanza si trasferì nella capitale francese, poi, con il bimbo, nato a Parigi, tornò a casa dove il neonato venne accudito e cresciuto soprattutto dai nonni.
Crebbe e studiò a Bucarest. Nel 1924 tornò a Parigi e due anni dopo prese la cittadinanza francese. Nello stesso anno conobbe la fotografa tedesca Germaine Krull, anticonformista, allieva di Frank Eugene nel 1915, ex pittorialista, attratta dalle nuove tendenze cubiste e della Repubblica di Weimar. Lotar andò a imparare il mestiere da lei ed in breve tempo divennero amanti ed andarono a vivere assieme a Montmartre, nonostante la differenza di età. Trascorrevano le loro giornate in giro a fotografare per la città, soprattutto nei quartieri popolari o nelle aree industriali, assieme al regista olandese Joris Ivens, comunista, che era stato il marito della Krull, un matrimonio di convenienza "per avere rispettabilità e autonomia" come dirà lei stessa.
Sarà probabilmente in una di queste scorribande che Lotar scattò alcune delle sue foto più famose come quelle del macello della Villette, alle porte di Parigi, nel 1929, dove una ritrasse un insieme di zoccoli di vitello, tagliati da poco, messi in fila su un muro scrostato ed un'altra fotografò l'amico cineasta Pierre Prévert, fratello del più noto poeta Jacques, intento a guardere le budella dagli animali. Lotar scattò quelle foto su richiesta della rivista di fotogiornalismo Documents, diretta da Georges Bataille. Fu lo stesso Jacques Prévert a scegliere 14 fotografie di Lotar sei anni dopo per pubblicare sulla rivista surrealista francese Minotaure, fondata da Albert Skira e da Tériade, uscita dal 1933 al 1939, contribuendo a far diventare celebri quelle foto. Le sue foto furono pubblicate anche sulla rivista VU.
Nel frattempo venne invitato a partecipare alla mostra Film und Foto, organizzata nel 1929 dalla Deutscher Werkbund di Stoccarda che fu considerata la prima grande mostra di fotografia moderna europea e americana, una sorta di nuovo immaginario per la Nuova Oggettività ed oltre. La mostra comprendeva 1 200 opere di 191 artisti provenienti dal cinema, dalla pittura, dalla fotografia e dalle arti visive, culminata nella produzione sperimentale a livello mondiale. La selezione delle opere fu curata da vari artisti ed esperti tra cui László Moholy-Nagy, che fu uno dei selezionatori per la fotografia europea mentre Edward Weston si occupò di quella americana. Tra i nomi figurarono Berenice Abbott, Willi Baumeister, Marcel Duchamp, Hein Gorny, Hannah Höch, Eugène Atget, Man Ray, Alexander Rodchenko, Edward Steichen, Imogen Cunningham, Charles Sheeler, Brett Weston, e molti altri.
Con la Krull visse insieme circa tre anni, poi la loro relazione si trasformò in una amicizia che durò per tutta la vita, anche a causa della gelosia di lei per le molte dobbe che Eli aveva intorno. Negli anni tra il 1930 e il 1932 aprì uno studio fotografico con Jacques-André Boiffard ma non durò molto e fu lo stesso Lotar a lasciarlo in quanto la ritrattistica non rientrava più nei suoi piani futuri. Erano anni in cui stava maturando altre scelte artistiche. Fu proprio nel periodo dello studio con Boiffard che conobbe ed iniziò la relazione con la pittrice e fotografa di origine polacca Elisabeth Makovska (1904-1979), all'epoca sposata con lo scrittore Vladimir Pozner, che Lotar sposò nel 1938, dopo il divorziò dallo scrittore francese di origini russe.
Dal 1929 in poi accanto alla fotografia i suoi interessi spazieranno anche al teatro e al cinema. Suoi i fotomontaggi, realizzati nel 1930, per il Théâtre Alfred Jarry, creato a Parigi nel 1926 in memoria del poeta e drammaturgo Alfred Jarry dall'attore e regista Antonin Artaud, dal saggista Robert Aron e dallo scrittore surrealista Roger Vitrac. Nel cinema nel 1933 fu il capo operatore di un mitico documentario, Las Hurdes (Terra senza pane), girato da Luis Buñuel, ma era già stato operatore nei documentari di Ivens nel 1930 e 1931. Nel 1936 fu fotografo di scena del film Une partie de campagne (Una gita in campagna) di Jean Renoir.
Al termine della guerra, Lotar girò il documentario dedicato al sobborgo, quasi una baraccopoli, di Aubervilliers, con l'omonimo titolo, con il testo scritto da Jacques Prevert e  Joseph Kosma che mise in musica le difficoltà della gioventù suburbana parigina dell'epoca. Il film venne presentato al Festival di Cannes nel 1946.
Nei suoi ultimi anni, caduto in disgrazia come fotografo e dopo aver divorziato dalla moglie, Lotar divenne amico di Alberto Giacometti e posò per tre sculture. Alla morte dello scultore nel 1966, l'ultima era rimasta incompiuta, così il fratello Diego, anch'egli scultore, fece un calco in gesso dell'ultima scultura in argilla, una figura accovacciata che Giacometti aveva fatto con Lotar come modello, realizzandone la fusione in bronzo presso una nota fonderia per la tomba del fratello nella frazione di Stampa del comune di Bregaglia, in Svizzera, dove era nato. Dopo che fu oggetto di furto per ben due volte, venne deciso di mettere al sicuro il Lotar III, sempre utilizzando il calco originale, presso il Museo Ciäsa Granda, un'altra copia in quello di Coira ed una terza nella Fondazione Beyeler a Basilea.
Anche dell'opera fotografica di Lotar si è pensato a lungo che fosse andata smarrita o distrutta, ad eccezione delle fotografie pubblicate sulle riviste e sui libri. Nel 1991, invece, i negativi furono ritrovati e due anni dopo il Centre Georges Pompidou di Parigi fu la prima ad esporre una nuova mostra delle foto di Lotar. Nel 2017 si è tenuta una retrospettiva del fotografo alla Galleria nazionale dello Jeu de Paume.